# Forte de São Sebastião da Caparica
O Forte de São Sebastião de Caparica também denominado como Torre de São Sebastião de Caparica, Torre Velha e Fortaleza da Torre Velha, localiza-se na vila do Monte de Caparica, freguesia de Caparica e Trafaria, município de Almada, distrito de Setúbal, em Portugal.
A Torre Velha de Caparica é um dos mais importantes exemplares da arquitectura militar renascentista no país, uma vez que foi dos primeiros sistemas de artilharia integrando a defesa da barra do rio Tejo, juntamente com a Torre de Santo António de Cascais e a Torre de São Vicente de Belém.
A Fortaleza da Torre Velha está classificada como Monumento Nacional desde 2012.

## História

### Antecedentes
A primitiva fortificação deste que é o ponto mais estreito da foz do Tejo, em sua margem esquerda, remonta a uma bateria erguida por determinação de D. João I (1385-1433).
No início do século XV, à época do início dos Descobrimentos portugueses, a defesa da foz do Tejo e do porto de Lisboa baseava-se numa nau artilhada, fundeada nas águas do rio. Posteriormente, sob o reinado de D. João II (1481-1495), foi implementado um novo plano de defesa deste porto, baseado em três torres abaluartadas, adaptadas ao tiro rasante da artilharia da época:
- na margem esquerda pelo:
  - Baluarte de Caparica, depois conhecido como Torre Velha; e
- na margem direita, pelas:
  - Torre de Santo António de Cascais (Baluarte de Cascais);
  - Torre de São Vicente de Belém (Baluarte de São Vicente a par de Belém)

Essas fortificações cooperavam com as naus artilhadas que então patrulhavam o Tejo na tarefa de vigilância e defesa da capital.

### O Baluarte da Caparica
A estrutura original do Baluarte de Caparica, segundo gravuras coevas do cronista Garcia de Resende, era composta por uma torre e um baluarte, à semelhança do que foi construído, alguns anos mais tarde, no Baluarte de Cascais (1498), na Roqueta de Viana do Castelo (1502) e na Torre de Belém (1515).
Sobre essas estruturas e sua relação com o rei D. João II (1481-1495) Garcia de Resende registou ainda:
"E assim mandou fazer então a (...) torre e baluarte de Caparica, defronte de Belém, em que estava muita e grande artilharia; e tinha ordenado de fazer uma forte fortaleza onde ora está a formosa torre de Belém, que el-Rei D. Manuel, que santa glória haja, mandou fazer; para que a fortaleza de uma parte e a torre da outra tolhessem a entrada do rio. A qual fortaleza eu por seu mandado debuxei, e com ele ordenei a sua vontade; e tinha já dada a capitania dela [a] Álvaro da Cunha, seu estribeiro-mor, e pessoa de que muito confiava; e porque el-Rei João faleceu, não houve tempo para se fazer." (RESENDE, Garcia. Crónica de D. João II, 1545.),
Em 1570, à semelhança do que aconteceu com diversos fortes ao longo da costa portuguesa, D. Sebastião (1568-1578) mandou reformar a antiga torre, transformando-a numa fortificação de maiores dimensões. Nessa época passou a ser designada por Fortaleza de São Sebastião de Caparica. Os trabalhos prosseguiram durante a Dinastia Filipina, tendo o seu projeto sofrido alterações estruturais. Nesta fase a fortificação era conhecida como Torre dos Castelhanos.
Os Távoras, Senhores da Caparica eram Governadores perpétuos do forte.

### Guerra da Restauração
Um documento de 1644, anexo a uma consulta do Conselho de Guerra (Arquivo Nacional da Torre do Tombo), reporta o seguinte material existente na então designada Fortaleza de São Sebastião de Caparica:
- 2 canhões de 44 libras; com 400 balas.
- 1 pedreiro de 30 libras; com 120 balas (pelouros de pedra).
- 1 meio-canhão de 24 libras; com 200 balas.
- 1 colubrina de 14 libras; com 163 balas.
- 1 falconete de 2 libras, para instrução dos artilheiros; com 100 balas.

Havia ainda 100 balas de cadeia (duas balas ligadas por uma corrente curta, para ampliar os danos no casco, no velame e no cordame dos navios); 50 eram de 14 libras (para a colubrina) e 50 de 24 (para o meio-canhão).
A guarnição compunha-se de 50 elementos, para os quais havia as seguintes armas individuais: 50 mosquetes, 20 arcabuzes, 16 piques e 9 chuços.
No documento solicitava-se a construção de uma cisterna, pois a fortaleza não dispunha de abastecimento de água.
No final do século XVIII a estrutura voltou a receber obras, possivelmente de consolidação, dirigidas pelo coronel Francisco D'Alincourt.

### Da Guerra Peninsular aos nossos dias
No contexto da Guerra Peninsular, em 1801 as fortificações da margem sul do Tejo foram desativadas. Entretanto, o levantamento de Outubro de 1808, aponta-lhe:
- 5 peças de bronze, da praça, calibre 36;
- 4 peças de calibre 18;
- 9 peças de calibre 12;
- 5 peças de ferro, calibre 24;
- 9 peças de ferro, calibre 18 e
- 6 peças de ferro, calibre 6.
- 6 reparos para peças de artilharia de praça, de calibre 36;
- 9 reparos para peças de artilharia de campanha, de calibre 12;
- 2 carretas de marinha para peças de calibre 36;
- 5 carretas de marinha para peças de calibre 24;
- 13 carretas de marinha para peças de calibre 18;
- 6 carretas de marinha para peças de calibre 6;
- 2.400 balas e lanternetas dos calibres 36, 18, 12 e 8.

O levantamento de Janeiro de 1828, aponta-lhe: 
- 1 peça de ferro, calibre 28;
- 6 peças de ferro, calibre 6;
- 17 peças de ferro, calibre 12;
- 2 morteiros de ferro, calibre 9;
- 2.500 balas de diversos calibres e
- 50 bombas, calibre 9.

No ano de 1832 a torre voltou a ser remodelada e reativada militarmente. O levantamento desta data computa-lhe:
- 2 peças, calibre 26;
- 6 peças, calibre 24 e
- 4 peças, calibre 18.

Na mesma data, a sua guarnição era composta por:
- 1 subalterno
- 1 sargento
- 3 cabos e
- 31 soldados.

Ao final do século XIX, o forte servia apenas como depósito e alojamento. Nesta fase as suas dependências foram utilizadas como quarentena, destinadas a abrigar passageiros e tripulantes das embarcações que aportavam à Capital com suspeita de moléstias contagiosas, como por exemplo Rafael Bordalo Pinheiro, com suspeita de Febre Amarela, ao retornar do Brasil, tendo deixado registrado com fina ironia o seu maior desagrado quer com os regulamentos quer com as instalações e o tratamento dispensado aos internos.
A estrutura encontra-se classificada como Monumento Nacional por Despacho de 12 de abril de 1996.

#### Programa Revive
Em 2019 integrou o programa ‘Revive’, projeto do Estado português que prevê a abertura do património ao investimento privado para o desenvolvimento de projetos turísticos.

## Características
A estrutura que chegou aos nossos dias conserva as partes fundamentais existentes em meados do século XVII, como pode ser constado pela comparação com uma planta datada de 1692 no acervo da Torre do Tombo (Coleção Casa de Cadaval).
A planta da fortificação desenvolve-se em "U", composta por três corpos e três baluartes com casernas. Uma das extremidades é prolongada por um baluarte e pela torre de vigia. Junto à Porta de Armas foi edificada a Capela, sob a invocação de São Sebastião. O corpo central da Torre Velha apresenta planta quadrangular, rebaixada, à qual foi adossada a Casa do Governador. Sobre a antiga porta da praça, junto à torre, inscreve-se uma pedra de armas com armas de Portugal.

## Curiosidades
D. Francisco Manuel de Melo esteve preso na Torre Velha entre junho de 1646 e 32 de março de 1650. Lá escreveu em 1650 a obra "Carta de Guia de Casados", publicada em Lisboa, em 1651.